# Karol Kaucki
Karol Kaucki – c. k. urzędnik samorządowy.

## Życiorys
Wstąpił do służby państwowej Cesarstwa Austrii na obszarze zaboru austriackiego. Od około 1854 był praktykantem konceptowym w C. K. Namiestnictwie we Lwowie, skąd w tym charakterze od około 1855 do 1857 był przydzielony do urzędu powiatowego w Zaleszczykach. Od około 1857 był koncepistą w urzędzie powiatu czortkowskiego, a od około 1858 w tym samym charakterze pracował w C. K. Namiestnictwie. Od około 1862 był przydzielony do C. K. Namiestnictwa. Około 1864/1865 był komisarzem 3 klasy w C. K. Urzędzie Powiatowym na powiat tarnowski w Tarnowie, w którym około 1865/1866 pracował w dziale odkupu ciężarów gruntowych i spraw regulacyjnych. Następnie, już w randze komisarza 1 klasy, od około 1866 do około 1868 stał na czele C. K. Komisji Miejscowej dla Spraw Odkupu lub Uporządkowania Ciężarów Gruntowych tudzież dla Spraw Indemnizacyjnych w Wadowicach na powiaty wadowicki i myślenicki (w tym okresie została wprowadzona autonomia galicyjska). Następnie, od około 1868 do około 1870, kierował analogiczną komisją w Jaśle na powiaty jasielski, gorlicki i krośnieński.
Od około 1870 do około 1876 był komisarzem powiatowym w urzędzie starostwa c. k. powiatu sanockiego. W tym okresie pełnił funkcję zastępcy prezydującego C. K. Powiatowej Komisji Szacunkowej w Sanoku (przewodniczącym był starosta sanocki Leon Studziński). Około 1876/1877 w randze komisarza pełnił funkcję zastępcy starosty wobec opróżnienia tego urzędu w starostwie c. k. powiatu husiatyńskiego. W tym czasie był prezydującym C. K. Powiatowej Komisji Szacunkowej w Husiatynie.
Od 1877 do około 1895 sprawował urząd starosty c. k. powiatu zbaraskiego. Równolegle w Zbarażu był prezydującym C. K. Powiatowej Komisji Szacunkowej od około 1877 do około 1883 oraz przewodniczącym C. K. Rady Szkolnej Okręgowej od około 1888 do około 1895.
Około 1890 otrzymał tytuł honorowego obywatela Zbaraża. Na własną prośbę został przeniesiony w stan spoczynku na tę okoliczność w połowie 1895 został odznaczony przez cesarza Krzyżem Kawalerskim Orderu Franciszka Józefa.
Inny Karol Kaucki od około 1889 był urzędnikiem C. K. Dyrekcji Policji we Lwowie (oficjał i zarządca aresztów policyjnych), zmarł 8 stycznia 1908.